# Velocidad supersónica

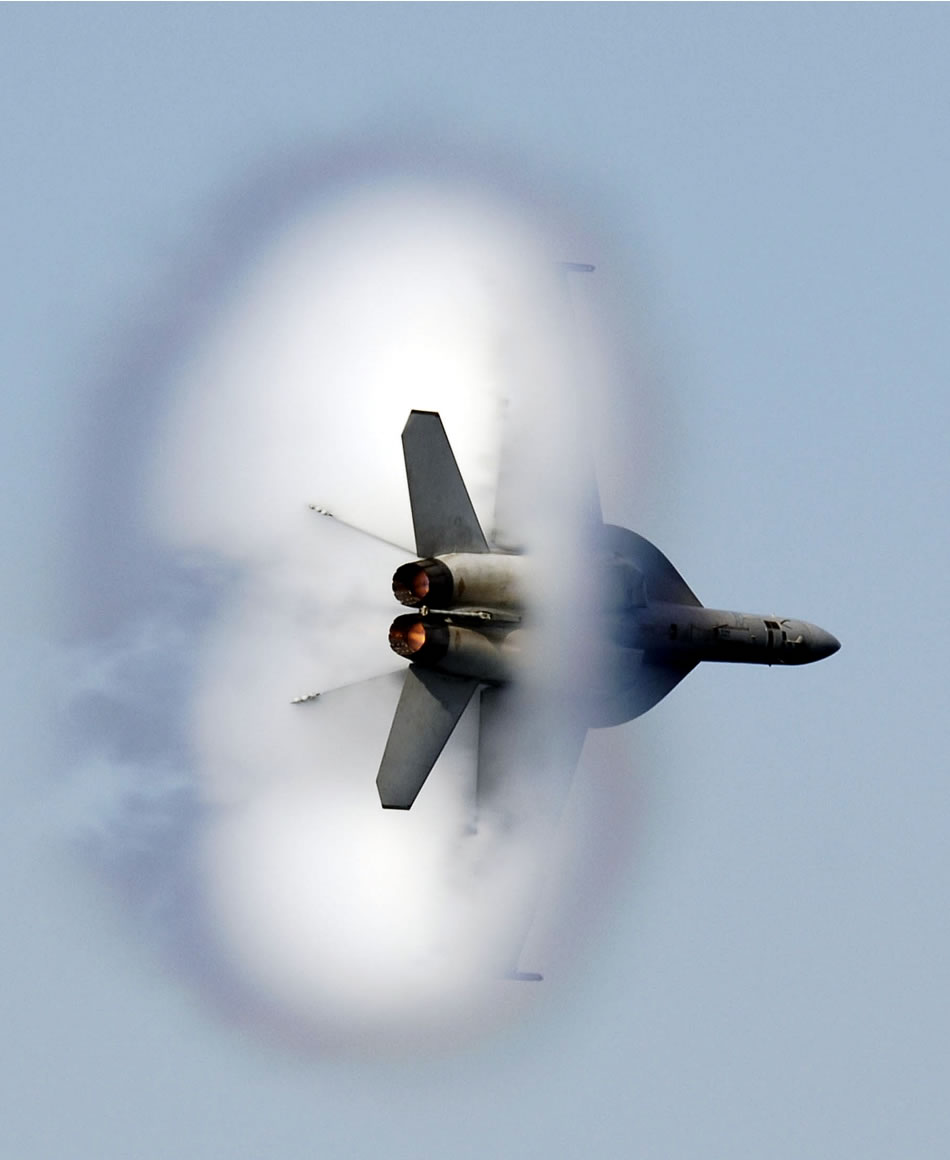
Un F/A-18E/F Super Hornet en vuelo transónico

Una velocidad es supersónica cuando es mayor que la velocidad del sonido, es decir, mayor que 1.235,52 km/h o a 343,00 m/s al nivel del mar. Muchos aviones de combate son supersónicos. Las velocidades mayores a 5 veces la velocidad del sonido son algunas veces llamadas hipersónicas.
El disco blanco que se forma en torno al avión es vapor de agua condensándose a consecuencia de la onda de choque. Este fenómeno se conoce como "Singularidad de Prandtl-Glauert".

## Rompiendo la barrera del sonido

1) Subsónico,
2) Mach 1, 3) Supersónico, 4) Onda de choque

En aerodinámica, la barrera del sonido usualmente se refiere al punto en el cual un objeto (aeronave) se mueve desde una velocidad transónica a supersónica. Fue un término aeronáutico comenzado a usar durante la Segunda Guerra Mundial cuando aeronaves comenzaron a encontrar los efectos de la compresibilidad, un efecto aerodinámico no conocido. Cuando un avión se acerca a la velocidad del sonido, la forma en que el aire fluye alrededor de su superficie cambia y se convierte en un fluido compresible, dando lugar a una resistencia mayor. En 1947, Chuck Yeager se convirtió en la primera persona en cruzar la barrera del sonido a bordo de un Bell X-1. Hacia los años 1950 las aeronaves rutinariamente "rompían" la barrera del sonido.